# Kaira altiventer
Kaira altiventer là một loài nhện trong họ Araneidae.
Loài này thuộc chi Kaira. Kaira altiventer được Octavius Pickard-Cambridge miêu tả năm 1889.